# Кінтанар-де-ла-Орден
Кінтанар-де-ла-Орден (ісп. Quintanar de la Orden) — муніципалітет в Іспанії, у складі автономної спільноти Кастилія-Ла-Манча, у провінції Толедо. Населення — 12 873 особи (2010).
Муніципалітет розташований на відстані близько 110 км на південний схід від Мадрида, 90 км на схід від Толедо.

## Демографія
Динаміка населення (INE ):

## Галерея зображень

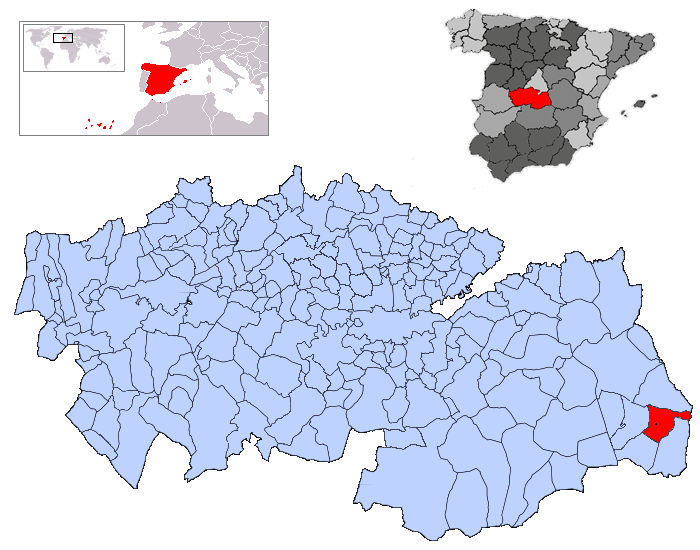
Розташування муніципалітету у провінції Толедо